# 益田元方
益田 元方（ますだ もとかた、元禄6年（1693年） – 明和3年10月13日（1766年11月15日））は、萩藩主毛利家の重臣。寄組問田益田家4代。
父は秋里之勝。母は益田就武の娘。正室は益田就高の娘。子に兼慶、広高、娘に児玉広高室、周布周通室がいる。養嗣子に就白がいる。諱は元信、兼慶、元言、元方。通称は右衛門、図書、河内、孫左衛門。

## 生涯
元禄6年（1693年）、萩藩大組士（1005石）秋里之勝の二男として生まれる。父の之勝は右田毛利家の毛利元倶二男・元平の孫にあたる。母が益田就武の娘であったことから、叔父の益田就賢に養育され益田兼慶と名のる。のちに問田益田家の益田就高の婿養子に迎えられ、萩藩主毛利吉元の偏諱を貰い、はじめ元言、のちに元方と名のる。元方が養嗣子となったのちに、養父就高に益田広堯、宍道広慶が生まれている。
養父就高から家督を相続し藩の重職に就き、のちに当職に就任し藩政の枢機に関わった。寛延3年（1750年）、隠居にともない当職を辞職し、後任の当職には義弟にあたる益田広堯が就任した。前当職として寛延4年（1751年）、長府藩主毛利匡敬（重就）が宗家相続の際に当職広堯、国元加判役宍戸広周、毛利広定らと協力して「家続願書」を提出するなどして幕府と交渉に当たり、無事に毛利宗家の家督相続を承認されている。
明和3年（1766年）10月13日死去、享年74。家督は長子兼慶の子で養嗣子の就白が継いだ。